# Кириловський район

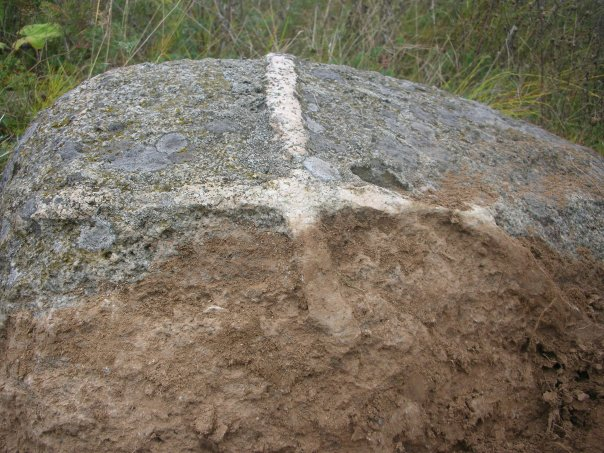
камінь з хрестом знайшов космопошук-Вологда у Сандирево

Кириловський район (рос. Кирилловский район) — муніципальне утворення у Вологодській області.

## Адміністративний устрій
Складається із 6 сільських та 1 міського поселень:
- Кириловське міське поселення
- Талицьке сільське поселення
- Альошинське сільське поселення
- Липовське сільське поселення
- Ніколоторзьке сільське поселення
- Ферапонтовське сільське поселення
- Чарозерське сільське поселення